# Prasinocyma nandiensis
Prasinocyma nandiensis là một loài bướm đêm trong họ Geometridae.